# Taishi, Hyōgo
Taishi (japanska: 太子町 ?, Taishi-chō) är en landskommun (köping) i Hyōgo prefektur i Japan.